# 鼓风口
鼓风口（法语：tuyère，法語發音：[tɥijɛʁ]；英语：tuyere，英語 /twiːˈjɛər/ )  是一根管子或喷嘴，空气通过它被鼓入冶炼熔或炉膛。

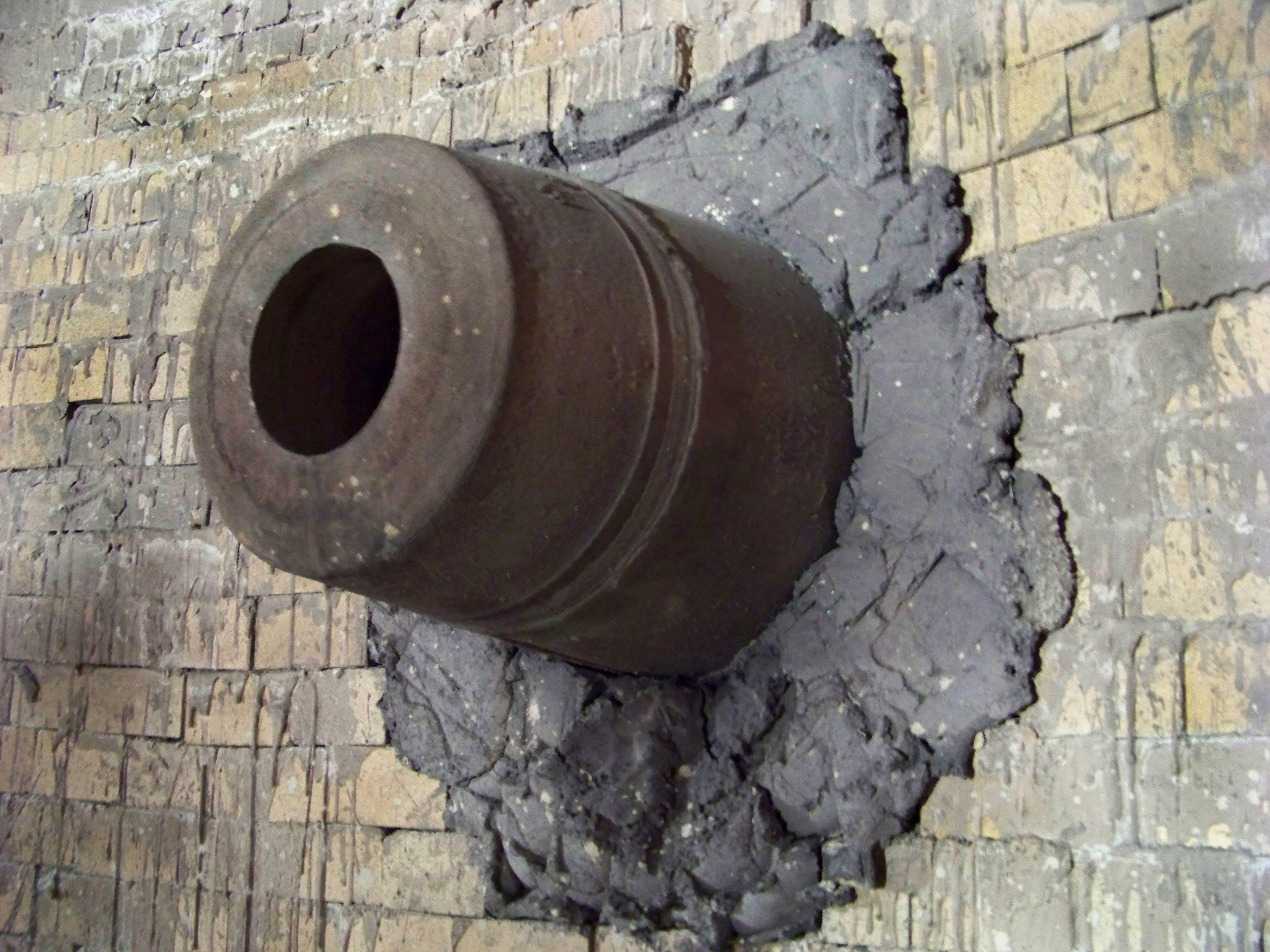
从高炉内部看到的鼓风口

空气或氧气在风箱、吹气机或其他设备的压力下被鼓入炉膛。 这会导致火焰在鼓风状态下会比其他情况下更热，从而使金属能够被冶炼、熔化或变得足够热以在锻造炉中加工。 这适用于任何在压力下进行鼓风以使火更热的过程。 
这个术语（就像许多与炼铁相关的技术术语一样）是在1500年左右随着高炉和精锻炉的新技术从法国传入英国的，英语中有时也称其为tue-iron或tue iron 。
随着热风炉的引入，鼓风口通常用水冷却。

## 实例
- 一个锻造炉（英语：bloomery）通常有一个鼓风口。

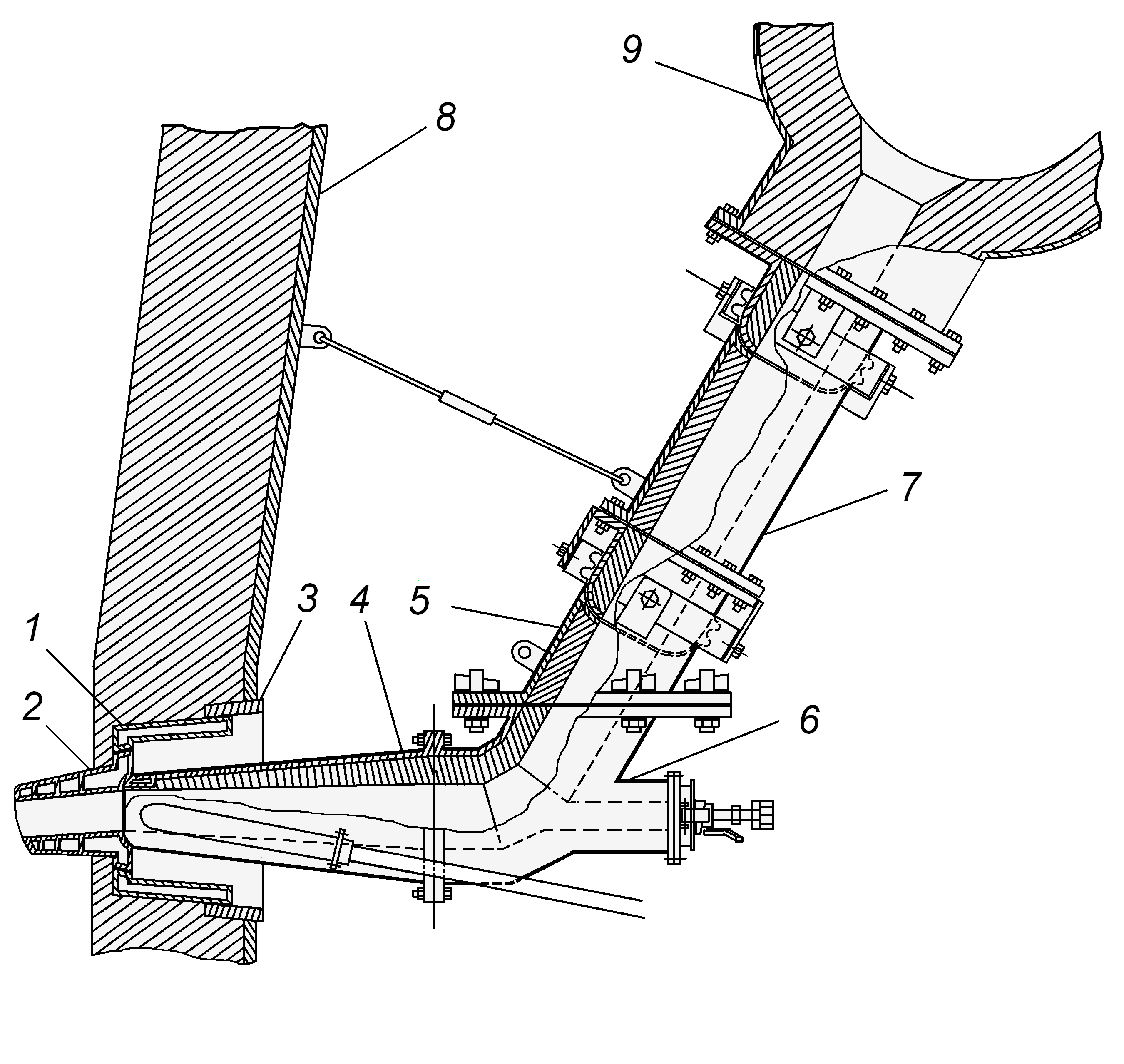
高炉鼓风口（2）、鼓风口冷却器（1）、鼓风口冷却器支架（3）、吹管（4）和套管（9）的总体布置

- 早期的高炉也有一个鼓风口，但由大约 12 英尺 (3.7m) 长的风箱进气，由水轮驱动。 在工业革命期间，开始使用蒸汽机提供鼓风，最初是由瓦特蒸汽机驱动的鼓风缸。 铸造实践的改进使气密铸铁管得以生产，使一台发动机能够通过多个鼓风口将鼓风输送到熔炉的多个侧面。
- 精炼炉包含各种精炼炉床（英语：chafery）（通常是后者之一和前者的一到三个）。 每个炉膛都配备了自己的一套风箱，通过鼓风口吹入其中。
- 铁匠在其锻造厂的炉灶上有一个鼓风口，通常由脚踏风箱吹动。
- 风口也用于冶炼厂（英语：smeltmills）冶炼铅和铜。
- 现代高炉可能有多达42[5]个鼓风口，热风通过这些鼓风口被鼓入炉内。它们通常由铜制成，并用水套（英语：water jacket）冷却以承受极端温度。